# Rečica, Ilirska Bistrica
Rečica je naselje v Občini Ilirska Bistrica.